# Kirchamba
Kirchamba è un comune rurale del Mali facente parte del circondario di Diré, nella regione di Timbuctù.
Il comune è composto da 8 nuclei abitati:
- Dag Dossa
- Dag Koba
- Debaye
- Fadjibayendjé
- Gabongo
- Groupeille
- Kirchamba
- Koundar